# Воронья Стопа
Воронья Стопа (блэкфут Issapóómahksika, англ. Crowfoot; ок. 1830 — 25 апреля 1890) — вождь индейского племени сиксиков, известный среди своих соплеменников как Отец Своего Народа. Он сыграл огромную роль в истории Западной Канады и пользовался величайшим уважением как среди индейцев, так и среди белых. Вождь сиксиков смог в тяжёлое время для индейцев Великих равнин, успешно и без кровопролития, привести свой народ от кочевой жизни к жизни в резервации.
Воронья Стопа родился в племени кайна. После гибели отца его мать вторично вышла замуж за воина из племени сиксиков, среди которого он вырос. К двадцати годам участвовал в 19 сражениях и был 6 раз ранен. К 1869 году стал одним из трёх наиболее влиятельных лидеров сиксиков. Был единственным вождём племени, который имел дополнительную палатку и нанятых воинов, которые охотились для него и охраняли его лошадей. Обладая значительным богатством, всегда помогал бедным соплеменникам — давал своих лошадей во время перекочёвки и делился с ними продовольствием. Приветствовал появление на землях племени Северо-Западной конной полиции, надеясь, что она сможет остановить нелегальную продажу алкогольных напитков, от которых погибало много сиксиков. 
Во время пребывания в Канаде воинов Сидящего Быка, Воронья Стопа отверг идею вождя сиу войны с белыми людьми. Был среди подписантов Договора № 7, считая что британское правительство окажет его племени помощь, которая понадобится в будущем. Когда началось Северо-Западное восстание Воронья Стопа удержал своих воинов от присоединения к силам Луи Риэля, за что получил благодарственное послание от премьер-министра Канады Джона Александра Макдональда. В последние годы жизни имел проблемы со здоровьем, но не смотря на это, совершил путешествие на восток страны, где встретился со многими чиновниками Канады. Воронья Стопа скончался 25 апреля 1890 года и был похоронен на территории резервации сиксиков.

## Ранняя жизнь
Воронья Стопа родился около 1830 года в долине реки Белли, недалеко от современного города Летбридж. Его отца звали Пакует Нож (Istowun-ehʼpata), а мать — Атакует В Направлении Дома (Axkahp-say-pi). Они принадлежали к племени кайна, которое входило в Конфедерацию черноногих. Альянс черноногих состоял из трёх лингвистически родственных племён: пикани, кайна и сиксиков. Союзными им, но говорящими на других языках, были гровантры и сарси. Черноногие кочевали по огромным просторам Великих равнин — от реки Йеллоустон на юге до Норт-Саскачевана на севере, и от Скалистых гор на западе до Сайпресс-Хилс на востоке. Родители назвали своего малыша Стреляет Близко (Astoxkomi). Детское имя оставалось у мальчиков черноногих до тех пор, пока они не получали мужское. Имена являлись не просто средством идентификации — они были собственностью семьи и оставались в ней, передаваясь другому родичу после того, как тот совершал какое-либо героическое деяние. 
Когда Стреляет Близко исполнилось два года, в семье родился ещё один мальчик, который позднее будет известен как Вождь Бык. Через несколько месяцев после рождения второго сына Пакует Нож отправился в рейд против племени кроу, угодил в засаду и погиб. Через год Атакует В Направлении Дома вышла замуж за воина сиксиков Много Имён. Они решили жить в племени мужа, а маленького Стреляет Близко оставить на попечении деда среди кайна. Но он не согласился оставаться и пешком, пройдя несколько километров, догнал их. Семья была вынуждена вернуться обратно в лагерь кайна. Мальчик не хотел расставаться с матерью, а его дед не желал терять внука, в конце концов Много Имён уговорил их отправиться к сиксикам вместе. Именно в этом племени будущий вождь и дипломат вырос в известного воина и лидера.
Через некоторое время, после того как его семья стала жить в лагере сиксиков, Стреляет Близко получил второе имя. Оно не было мужским, данным за какой-либо подвиг, а лишь другим мальчишеским именем, которым его нарёк новый отец. Сиксики теперь его звали Медвежий Дух (Kyiah-sta-ah). Лишь мать по-прежнему звала его Стреляет Близко. Даже когда он стал великим вождём, она называла его младенческим именем.
Первые годы среди сиксиков для семьи выдались трудными. В 1836 году среди черноногих распространилась дифтерия, убив много малышей. Следующий год оказался ещё хуже — на север Великих равнин белые люди занесли оспу. Эпидемия практически полностью уничтожила некоторые племена, а среди черноногих от неё пало 6000 человек, что составляло две трети всей нации. Медвежьему Духу и членам его семьи удалось избежать смертоносной болезни, но они были одними из немногих, кто не потерял близких. Когда эпидемия закончилась, ему исполнилось 8 лет. Впоследствии старики сиксиков вспоминали, что даже когда Медвежий Дух был ещё мальчишкой, он уже стал проявлять лидерские способности и многие чувствовали, что скоро в племени появится новый вождь.

## Лидер и вождь
Ещё будучи подростком Медвежий Дух отправился на войну с врагами. Он был ранен, но смог отличиться, в результате чего получил имя Большая Стопа Индейца Кроу, впоследствии сокращаемое европейскими переводчиками до Вороньей Стопы. Это имя высоко почиталось в племени и сиксики считали, что его достоин лишь тот, кто сможет стать великим вождём, поэтому на протяжении многих лет оно оставалось неиспользуемым. Когда для рейда против кроу был собран военный отряд, включавший воинов из трёх племён черноногих, он, вместе со своим братом, отправился с ним. Добравшись до земель кроу, черноногие обнаружили большой лагерь врага. Предводитель отряда, увидев огромное и разрисованное типи, сказал, что кто сможет дотронуться до него, в будущем станет великим лидером. Когда черноногие атаковали лагерь, Воронья Стопа кинулся к раскрашенной палатке. Кроу стреляли по нему и сумели ранить, но ему удалось добраться и ударить хлыстом по типи. После совершения смелого деяния он стал носить имя Воронья Стопа.  
В юности Воронья Стопа побывал во многих военных походах. К 20-ти годам он побывал в 19 сражениях, был 6 раз ранен и заслужил славу храброго и беспощадного воина. 
В 1865 году умер лидер одной из общин сиксиков Три Солнца. После его смерти община разделилась на две части: 27 типи выбрали вождём его младшего сына, так же известного как Три Солнца, а 21 типи — Воронью Стопу. В том же году Воронья Стопа познакомился с Альбером Лакомбом, католическим священником и миссионером, благодаря которому, слава о вожде сиксиков распространилась по всей Северной Америке. В сентябре 1869 года среди черноногих разразилась эпидемия оспы и среди умерших оказался Три Солнца-младший, и его община присоединилась к людям Вороньей Стопы, признав его своим вождём. В результате этого он стал одним из трёх наиболее влиятельных вождей сиксиков.
Огромная семья Вороньей Стопы, состоявшая из жён и родственников, жила в двух типи. В первой палатке жили вождь, его жёны и дети, и его старая мать, вторую занимали родственники и наёмные воины. Он единственный из вождей сиксиков был настолько богат, что имел дополнительную палатку и нанятых воинов, которые охотились для него, охраняли его табуны лошадей, которые в 1870-е годы насчитывали около 400 голов. Воронья Стопа всегда давал лошадей бедным семьям для транспортировки и других нужд, делил с ними охотничью добычу, раздавал в дар мясо и табак, никому никогда не отказывал в пище и крове. Сиксики называли его Манистокос (Manistokos) — Отец Своего Народа, потому что он присматривал за страждущими и заботился о соплеменниках, как отец заботится о собственных детях. К тому времени он стал самым влиятельным вождём сиксиков.
В 1874 году на земли черноногих прибыла Королевская канадская конная полиция, которая построила форт на реке Олдмен. 1 декабря 1874 года Воронья Стопа со своими людьми посетил пост белых людей и встретился с полковником Маклеодом, в честь которого данный форт назвали впоследствии. Офицер полиции объяснил необходимость своего присутствия и дал гарантии, что закон будет един для всех, и за его нарушения белых и индейцев будут наказывать одинаково. Узнав, что конная полиция пришла не для того, чтобы отобрать землю у черноногих, а для защиты людей живущих на ней, вождь сиксиков одобрил прибытие людей Маклеода. Позднее Воронья Стопа показал свою готовность работать совместно с конной полицией. В 1875 году он присутствовал в форте на суде и был впечатлён честностью и беспристрастностью судей. Вождь одобрил план прекращения межплеменных войн и предпринял большие усилия, чтобы жить в мире со своими прежними врагами. Он выступал за мир и до прибытия Королевской конной полиции, но редко достигал успеха. Изменение прежнего уклада жизни сделало вождя миротворцем, он знал, что сиксики не смогут удерживать свои охотничьи угодья от продвижения цивилизации белых людей, но беспокоился, что оно останется не отрегулированным.

## Договор № 7
В августе 1877 года губернатор провинции Дэвид Лэйрд и полковник Маклеод были назначены комиссарами для переговоров с племенами канадских прерий. Они ошибочно считали Воронью Стопу верховным вождём не только сиксиков, но и всех черноногих. Такое было полностью чуждо равнинным индейцам, и вожди кайна и северных пиеганов, имевшие такое же влияние как Воронья Стопа, чувствовали, что ими пренебрегают.
К середине сентября индейцы стали прибывать в Блэкфут-Кроссинг, место, где размещался лагерь Вороньей Стопы. Собрались сиксики, северные пиеганы, сарси, стони и всего несколько кайна, ведущие вожди последних отсутствовали. Лэйрд изложил условия предлагаемого договора и обрисовал существующую ситуацию. Он рассказал о том, что через несколько лет бизоны исчезнут и кочевая жизнь индейцев изменится, аборигены прерий должны были позволить белым жить на их землях, взамен им будет выделены резервации и оказана помощь в ведении сельского хозяйства.
Черноногие провели совет лишь после того, как прибыл Красная Ворона, самый влиятельный лидер кайна. Вожди пришли к соглашению, что окончательное решение будет оставлено за Вороньей Стопой, так как он принимал участие в переговорах с белыми с самого начала. Вождь сиксиков решил подписать договор, и верные своим обещаниям, лидеры других племён сделали то же самое. Воронья Стопа понимал договор по-своему — для него это было обычное соглашение между индейцем и белым человеком. Бизоны исчезали, а белые люди продолжали прибывать на земли сиксиков, и ничто не могло остановить эти два процесса. Он надеялся, что представители английской королевы окажут его племени помощь, которая понадобится в будущем. Увы, канадское правительство не смогло сдержать своих обещаний. Сиксики, как и другие племена канадских прерий, не получили достаточной поддержки, их численность стремительно сокращалась из-за голода и болезней, принесённых белым человеком. Сам Воронья Стопа в этот период потерял большинство своих детей.

## Северо-Западное восстание
В марте 1884 года в городе Батош состоялось общее собрание метисов, которое постановило обратиться за помощью к Луи Риэлю, проживающему в Монтане. К Риэлю была направлена делегация, во главе которой стоял Габриэль Дюмон. Лидер метисов ответил согласием и в 5 июля 1884 года прибыл в Батош. Напряжение на Западе Канады росло и в марте 1885 года Луи Риэль сформировал собственное временное правительство. Стычки с канадской конной полицией последовали незамедлительно.
Когда новости о восстании достигли черноногих, Воронья Стопа оказался в незавидном положении. Он видел огромные поселения белых людей и понимал, что у повстанцев нет шансов, с другой стороны — он симпатизировал восставшим, многие его воины желали присоединиться к метисам, кри, оджибве и ассинибойнам, а его приёмный сын Паундмейкер был вовлечён в этот конфликт.
Пока шло восстание, обе его стороны хотели заручиться поддержкой черноногих. Воины кри постоянно приезжали в лагерь Вороньей Стопы и рассказывали о победах над солдатами и полицейскими, приглашая его людей присоединиться, в то же время Сесил Денни, личный представитель Договора № 7, увеличил рационы муки и говядины в резервации черноногих, понимая, что сытые и довольные индейцы с меньшей вероятностью отправятся воевать.
После долгих раздумий Воронья Стора решил поддержать белых, он продиктовал послание, которое по телеграфу было отправлено премьер-министру Джону Макдональду. В послании вождь сообщал, что не поддержит восстание и останется верен договору с канадским правительством. Послание было зачитано в Кабинете министров, где его встретили аплодисментами, а затем передано генерал-губернатору сэру Генри Петти-Фицморису для последующего вручения королеве Великобритании.
После подавления восстания канадские власти провозгласили Воронью Стопу героем за его лояльность, сам же вождь сиксиков непоколебимо был верен лишь собственному племени и это была его единственная причина оставаться в стороне от конфликта.

## Семья
Воронья Стопа имел десять жён за свою жизнь, но одновременно редко больше трёх-четырёх. Его первая жена — Режущая Женщина, оставалась его фавориткой до конца его дней, именно она всегда сопровождала вождя во время визитов к другим племенам. Из его многочисленных детей лишь четверо дожили до совершеннолетия, трое дочерей и сын, который впоследствии утратил зрение.
Осенью 1873 года его старший сын, который дал клятву стать великим воином, отправился на войну с кри и не вернулся. Враги убили его севернее реки Ред-Дир. Гибель единственного здорового сына шокировала Воронью Стопу. Он отправился в рейд против кри и с группой воинов атаковал их лагерь. Убив и оскальпировав врага Воронья Стопа вернулся домой. Через некоторое время сиксики и кри заключили мир. Однажды его жена сказала ему, что встретила юношу из народа кри, очень похожего на их погибшего сына. Когда Воронья Стопа увидел его, то был поражён удивительной схожестью между ним и его старшим сыном. Юношу звали Делающий Загон или Паундмейкер. Вождь усыновил молодого кри. Позже Паундмейкер вернулся к своему народу и стал известным вождём.

## Последние годы жизни
Болезни и потеря близких людей сильно ослабили здоровье Вороньей Стопы. В 1886 году он получил приглашение на торжественное открытие внушительного монумента лидеру мохоков Джозефу Бранту. Воронья Стопа чувствовал себя ослабленным от болезней, но радушно воспринял возможность покинуть резервацию и увидеть большие города на востоке. Он посетил Монреаль, Квебек и Оттаву, встречался со многими видными чиновниками Канады, но был вынужден прервать турне из-за пошатнувшегося здоровья.
В последующие годы Воронья Стопа посещал резервации кайна, пиеганов, сарси, стони и гровантров, наслаждаясь общением со старыми друзьями. В 1890 году вождь оказался прикован к постели, его здоровье продолжало ухудшаться. 24 апреля 1890 года Воронья Стопа попрощался с друзьями и выкурил трубку, затем впал в кому. На следующий день он умер и был похоронен в долине реки Боу. На его похоронах присутствовало около 800 человек, индейцев и белых, включая правительственных чиновников.